# 森
森, qui signifie « forêt », est un kanji. Il fait partie des kyōiku kanji de 1re année.
Il se lit « シン » (shin) en lecture on et « もり » (mori) en lecture kun.
Ce kanji est constitué de trois kanjis 木 (ki, « arbre »).
Son caractère Unicode est 68EE.